# ماري فيشر (فنانة)
ماري فيشر (بالإنجليزية: Mary Fisher) هي فنانة أمريكية، ولدت في 6 أبريل 1948 في لويفيل في الولايات المتحدة.

## وصلات خارجية
- الموقع الرسمي